# U tinh bào
U tinh bào (seminoma) là khối u xuất hiện từ tế bào mầm ở tinh hoàn, có thể lành tính hoặc ác tính, nhưng đều có tỷ lệ điều trị khỏi cao nếu kịp thời. Khối u thường xuất hiện nhiều nhất ở tinh hoàn, nhưng chúng cũng có thể xuất hiện ở các khu vực khác, thậm chí ở não, ngực hoặc bụng, thường gặp ở nam giới trẻ tuổi.

## Nội hàm
- Đây là thuật ngữ trong y học, tiết niệu học và ung thư học mà tiếng Anh gọi là seminoma (IPA: /ˈsɛmi nəʊmɑː/) dùng để chỉ khối u có nguồn gốc từ tế bào mầm sinh tinh trùng.
- Khối u này có thể là u thường (lành tính) hoặc ung thư (ác tính), hay xuất hiện ở tinh hoàn rồi phát triển thành u ở đây, nhưng u cũng có thể di chuyển sang bộ phận khác (ổ bụng, phổi, não) của người, trong quá trình phát triển phôi.
- Do đó, u tinh bào khác với ung thư tinh hoàn: u tinh bào hầu như không liên quan tới Anpha-phetoprôtêin (AFP) còn u không có nguồn từ dòng tinh nguyên bào thì có hàm lượng cao các chất AFP và HCG (human chorionic gonadotropin).

## Từ đồng nghĩa
Trong tiếng nước ngoài, thuật ngữ này được gọi bằng nhiều từ khác nhau:
- "seminoma" (u tinh bào);
- "testicular  seminoma" (đã được dịch là "u tinh bào tinh hoàn");[5]
- "pure seminoma" (u tinh bào thuần tuý) hoặc classical seminoma (u tinh bào cổ điển);[6]
- các từ khác: Seminoma of testis; Seminomatous germ cell tumor of testis; Testicular seminomatous germ cell tumor.[3]

## Tổng quan
- U tinh bào là khối u hình thành từ tế bào gốc tinh trùng ở nam giới cũng như ở cá thể đực thuộc nhiều loài thú.
- Khối u ban đầu được hình thành và xuất hiện trong tinh hoàn, nhưng trong quá trình phát triển của phôi - do sự di cư dòng tế bào mầm - cũng có thể xuất hiện ở ngoài tuyến sinh dục đực, như ở vùng trung thất (gồm ngực và bụng) hoặc thậm chí ở não.[2][7]
- U tinh bào là u ác tính thì sẽ di căn, gây nên ung thư tinh hoàn. Ở nam giới, khối u hay xuất hiện ở lứa tuổi 5 đến 35, chưa phát hiện được ở tuổi sớm hơn hay muộn hơn.[1]
- So với tất cả các loại khối u ở nam giới, thì loại u tinh bào chiếm tỉ lệ thấp, khoảng 1% đến 2%, trong đó ung thư tinh hoàn còn chiếm tỉ lệ thấp hơn nữa.[8] Trong trường hợp là u ác tính vẫn có thể chữa được triệt để với tỷ lệ sống sót trên 95% nếu được phát hiện ở giai đoạn đầu.
- Khối u tinh bào bắt nguồn từ biểu mô mầm của các ống sinh tinh (seminiferous tubules).[9] Khoảng một nửa số khối u loại này xuất hiện ở tinh hoàn.[7] Điều trị loại này thường bắt buộc cắt bỏ một tinh hoàn có khối u, tinh hoàn còn lại hầu như không bị ảnh hưởng, các chức năng sinh dục thường vẫn nguyên vẹn.[10]

## Dấu hiệu và triệu chứng ở người
- Phần lớn người bệnh đến khám ở lứa tuổi từ 15 đến 35. Trong hầu hết các trường hợp, họ tự phát hiện khối u khi kiểm tra tinh hoàn của chính mình; tuy nhiên, cũng có 11% số trường hợp người bệnh không cảm nhận được.
- Đau tinh hoàn được báo cáo trong 20% số trường hợp. Đau thắt lưng thường xảy ra khi u di căn đến trung thất (retroperitoneum).[11]

## Chẩn đoán

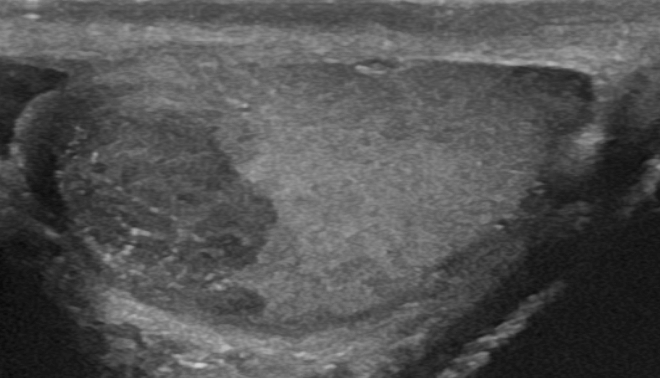
Ảnh siêu âm một u tinh bào.

- Ngoài các triệu chứng bên ngoài do người bệnh tự khai và người khám cảm nhận được, thì xét nghiệm máu là rất quan trong để phát hiện sự có mặt nhóm chất  alkaline phosphatase (ALP, ALKP, ALPase, Alk Phos), mặc dù cũng có trường hợp một vài chất trong nhóm tăng bất thường do hút thuốc.[12]
- Human chorionic gonadotropin (HCG)có thể tăng trong nhiều trường hợp. Lactate dehydrogenase (LDH) thường được xem là chất chỉ thị (marker) duy nhất trong một số loại bệnh và nồng độ LDH huyết thanh có giá trị tiên lượng nhờ các kỹ thuật tiên tiến.[13]
- Trường hợp có thể sinh thiết, thì mặt cắt của khối u là thịt và thùy, và thay đổi màu sắc từ kem sang hồng. Khối u có xu hướng phình ra từ bề mặt cắt, và có thể nhìn thấy các vùng chảy máu nhỏ. Những khu vực xuất huyết này thường tương ứng với các cụm tế bào trophoblastic trong khối u.[7] Kiểm tra bằng kính hiển vi sẽ thấy lát cắt khối u thường bao gồm một mô hình giống như tấm hoặc thùy của các tế bào với một mạng lưới mô sợi (stromal). Các vách ngăn sợi rất thường có các tế bào lymphô khu trú, và đôi khi thấy u hạt (granulomas).  Bản thân các tế bào khối u có tế bào chất màu hồng nhạt chứa nhiều glycogen khi nhuộm PAS (periodic acid Schiff stain), mỗi tế bào thường có một hoặc thậm chí hai nhân khá lớn. Cũng có thể thấy tinh trùng trưởng thành biến dạng.[7][14]
- Một số ảnh hiển vi quang học.

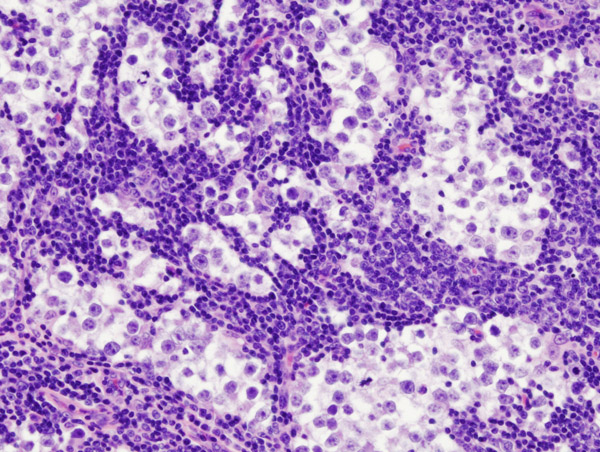
Ảnh mô bệnh học của hội chứng u ting bào di căn ở hạch bẹn bằng nhuộm H&E.
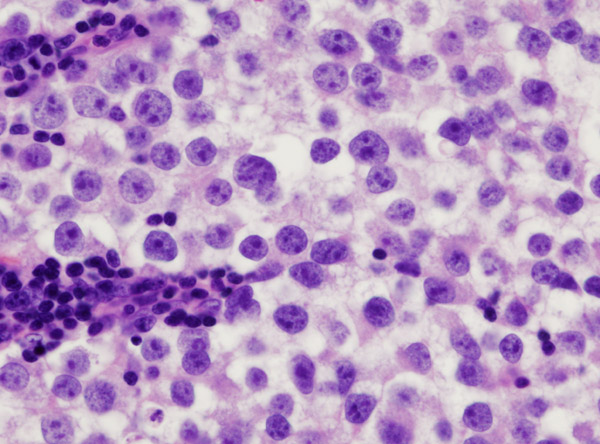
Ảnh mô bệnh học khối u di căn ở hạch bẹn với độ phóng đại lớn hơn sau nhuộm H&E.
Ảnh hiển vi độ phóng đại cao của một dạng u tinh bào đã nhuộm H&E.
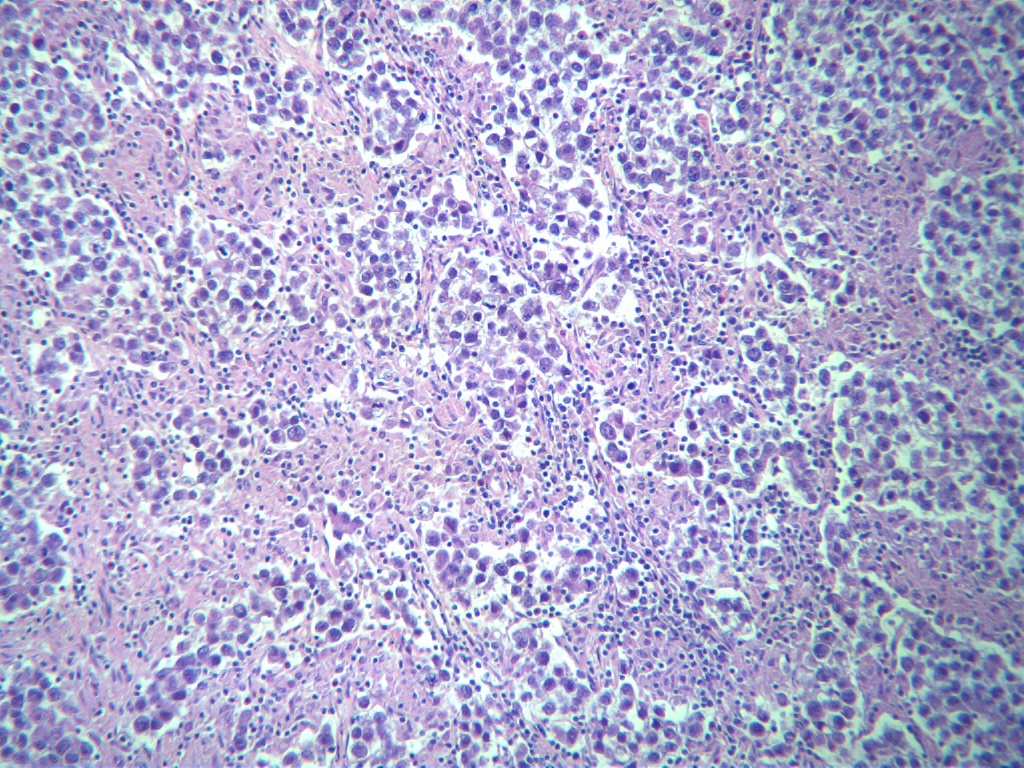
Ảnh hiển vi cho thấy một thâm nhiễm bạch huyết bào (lymphocytic) điển hình.
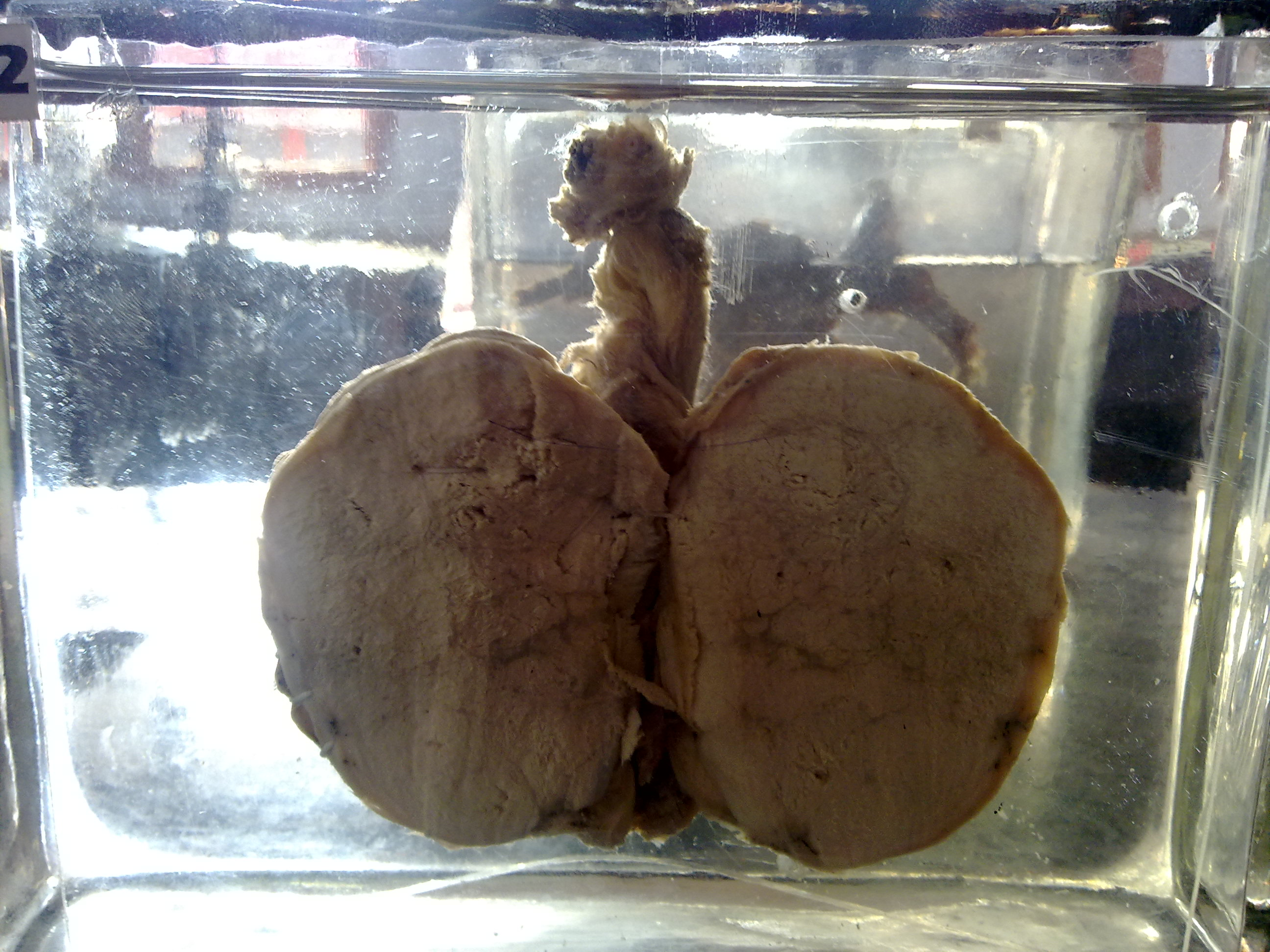
Tinh hoàn có khối u tinh bào đã cắt bỏ.

## Điều trị (tham khảo)
Điều trị càng sớm, tỷ lệ khỏi bệnh càng cao.
Khi xuất hiện các triệu chứng bất thường ở bìu hoặc cũng có thể ở nơi khác, cần đến khám ở cơ quan Y tế chuyên môn. Phần lớn trường hợp mới xuất hiện có thể phát hiện nhờ siêu âm hoặc chụp CT.
- Ở giai đoạn thứ nhất của sự phát triển u tinh bào,kỹ thuật trị liệu bức xạ hiện đại kết hợp với sử dụng thuốc carboplatin đã được chứng minh là làm giảm nguy cơ tái phát, dù có khả năng gây ra các tác dụng phụ. Khả năng chữa khỏi u tinh hoàn  giai đoạn 1 gần như 100%.[15]
- Ở giai đoạn thứ hai (đã di căn) cần xạ trị hoặc kết hợp hóa trị liệu.[16]
- Sang giai đoạn thứ ba (đặc trưng bởi di căn ra vùng retroperitoneum) có thể  điều trị bằng hóa trị liệu kết hợp trị liệu bức xạ. Phần lớn ca bệnh ở giai đoạn này phải được điều trị bằng phẫu thuật, thực chất là phương pháp cắt bỏ tinh hoàn (Orchiectomy) một bên hoặc toàn bộ tuỳ sự phát triển của u này.[16]